# Division 3 i fotboll för damer
Division 3 är den femte högsta divisionen i fotboll för damer i Sverige.

## Serieindelning 2022[1]
1. Bohuslän/Dal
2. Dalarna
3. Gestrikland Gr 1 höst
4. Gestrikland Gr 2 höst
5. Gestrikland vår
6. Göteborg A
7. Göteborg B
8. Halland
9. Hälsingland
10. Jämtland/Härjedalen
11. Jämtland/Härjedalen fortsättningsserie
12. Jämtland/Härjedalen uppflyttningsserie
13. Medelpad
14. Norrbotten
15. Skåne nordvästra
16. Skåne sydvästra
17. Skåne östra
18. Småland nordvästra
19. Småland norra
20. Småland sydöstra
21. Småland södra
22. Stockholm A
23. Stockholm B
24. Södermanland
25. Uppland
26. Värmland
27. Västerbotten norra
28. Västerbotten södra
29. Västergötland västra
30. Västergötland östra
31. Ångermanland norra
32. Ångermanland s/v
33. Ångermanland fortsättningsserie
34. Ångermanland slutspel
35. Örebro/Västmanland
36. Östergötland